# Katsuura (Tokushima)
Katsuura (勝浦町?) è una cittadina giapponese della prefettura di Tokushima.